# FC Volendam in het seizoen 2020/21
Het seizoen 2020/21 van FC Volendam is het 66e seizoen van de Nederlandse betaaldvoetbalclub. De club speelt na het stilgelegen seizoen 2019-2020 opnieuw in de Eerste divisie. 
Tevens doet het team mee aan de KNVB Beker.

## Selectie en staf

### Selectie 2020-2021
| Keepers             |                     |            |                                 |
| Nordin Bakker       | Nederland           | 31-10-1997 | Fortuna Wormerveer (2017−2018)  |
| Barry Lauwers *1    | Nederland           | 29-11-1999 | Jeugdopleiding                  |
| Joey Roggeveen      | Nederland           | 20-03-1998 | Jong AZ (2018−2019)             |
| Verdedigers         |                     |            |                                 |
| Darryl Bäly         | Nederland           | 19-01-1998 | Jeugdopleiding                  |
| Mohamed Betti       | Nederland           | 19-03-1997 | Jeugdopleiding                  |
| Mike Eerdhuijzen    | Nederland           | 13-07-2000 | Jeugdopleiding                  |
| Josh Flint *1       | Engeland            | 13-10-2000 | Jeugdopleiding                  |
| Dean James *1       | Nederland           | 03-04-2000 | Jeugdopleiding                  |
| Denso Kasius        | Nederland           | 06-10-2002 | Jong FC Utrecht (2020-2021)     |
| Sjors Kramer *1     | Nederland           | 19-04-2000 | Jeugdopleiding                  |
| Derry John Murkin   | Engeland            | 27-07-1999 | Jeugdopleiding                  |
| Brian Plat          | Nederland           | 05-04-2000 | Jeugdopleiding                  |
| Marco Tol           | Nederland           | 25-04-1998 | Jeugdopleiding                  |
| Micky van de Ven    | Nederland           | 19-04-2001 | Jeugdopleiding                  |
| Middenvelders       |                     |            |                                 |
| Francesco Antonucci | België / Italië     | 20-06-1999 | Feyenoord (2020-)               |
| Samir Ben Sallam    | Nederland / Marokko | 03-06-2001 | Jong FC Utrecht (2018-2019)     |
| Boy Deul            | Nederland / Curaçao | 30-08-1987 | Paphos FC (2017−2018)           |
| Alex Plat           | Nederland           | 04-02-1998 | Jeugdopleiding                  |
| Calvin Twigt *1     | Nederland           | 30-01-2003 | Jeugdopleiding                  |
| Max Veerman *1      | Nederland           | 15-01-1999 | Jeugdopleiding                  |
| Kevin Visser        | Nederland           | 19-07-1988 | Helmond Sport (2013−2016)       |
| Aanvallers          |                     |            |                                 |
| Zakaria El Azzouzi  | Nederland / Marokko | 07-05-1996 | FC Emmen (2018-2019)            |
| Ibrahim El Kadiri   | Nederland / Marokko | 23-01-2002 | FC Utrecht Academie (2018-2019) |
| Giannis Iatroudis   | Griekenland         | 02-02-1999 | AEK Athene (2020-)              |
| Darius Johnson      | Engeland            | 15-03-2000 | Rising Ballers (2018-2019)      |
| Martijn Kaars       | Nederland           | 05-03-1999 | Jong Ajax (2017-2018)           |
| Leon Maloney        | Engeland            | 13-05-2001 | Portsmouth FC (2019-2020)       |
| Samuele Mulattieri  | Italië              | 07-10-2000 | Internazionale (2020-)          |
| Dyllandro Panka *1  | Nederland           | 21-10-1998 | Jeugdopleiding                  |
| Mink Peeters        | Nederland           | 28-05-1998 | FK Čukarički (2019-2020)        |
| Roy Tol *1          | Nederland           | 11-07-1998 | Jeugdopleiding                  |

*1 Betreft een speler van Jong FC Volendam die bij minimaal één wedstrijd tot de wedstrijdselectie behoorde.

 = Aanvoerder

### Staf
| Wim Jonk           | trainer                            |
| Sipke Hulshoff     | assistent-trainer                  |
| Edwin Zoetebier    | keeperstrainer                     |
| Frank Tuijp        | fysiotherapeut / performance coach |
| Michel Hordijk     | trainer individueel                |
| Björn van der Gaag | fysiotherapeut                     |
| Paul Lemstra       | fysiotherapeut                     |
| Gerald Röben       | fysiotherapeut                     |
| Hans Bakker        | teammanager                        |

## Transfers

### Zomer
| Naam                | Nationaliteit   | Van/naar         | Mutatietype   |
| ------------------- | --------------- | ---------------- | ------------- |
| Inkomend            |                 |                  |               |
| Francesco Antonucci | België / Italië | Feyenoord        | Gehuurd       |
| Darryl Bäly         | Nederland       | Telstar          | Einde verhuur |
| Giannis Iatroudis   | Griekenland     | AEK Athene       | Gehuurd       |
| Samuele Mulattieri  | Italië          | Internazionale   | Gehuurd       |
|                     |                 |                  |               |
| Uitgaand            |                 |                  |               |
| Francesco Antonucci | België / Italië | AS Monaco        | Einde huur    |
| Youssef Blel        | Nederland       | Quick Boys       | Transfervrij  |
| Jelle Duin          | Nederland       | Jong AZ          | Einde huur    |
| Noah Fadiga         | België          | Club Brugge      | Einde huur    |
| Mitchel Michaelis   | Nederland       | GA Eagles        | Transfervrij  |
| Nick Runderkamp     | Nederland       | Quick Boys       | Transfervrij  |
| Gijs Smal           | Nederland       | FC Twente        | Transfervrij  |
| Gerry Vlak          | Nederland       | IJsselmeervogels | Transfervrij  |
|                     |                 |                  |               |

### Winter
| Naam          | Nationaliteit | Van/naar           | Mutatietype |
| ------------- | ------------- | ------------------ | ----------- |
| Inkomend      |               |                    |             |
| Denso Kasius  | Nederland     | Jong FC Utrecht    | Gehuurd     |
|               |               |                    |             |
| Uitgaand      |               |                    |             |
| Jari Vlak     | Nederland     | FC Emmen           | Transfer    |
| Nick Doodeman | Nederland     | Cambuur Leeuwarden | Transfer    |
|               |               |                    |             |

## Eerste divisie

### Wedstrijden

##### Reguliere competitie
| Wedstrijddetails | Thuisploeg | Uitslag                         | Uitploeg | Opstelling | Wissels | Kaarten                                                                             | Tenue | Verslag |
| --- | --- | ------------------------------- | --- | --- | --- | ----------------------------------------------------------------------------------- | ----- | ------- |
| Speelronde 1 30 augustus 2020 20:00 Rabobank IJmond Stadion Velsen-IJmuiden Ref.: Serdar Gözübüyük Toeschouwers: 763 | Telstar | 2-2                             | FC Volendam | 1. Nordin Bakker 2. Brian Plat, 3. Marco Tol, 4. Micky van de Ven, 5. Derry John Murkin 6. Alex Plat, 30. Boy Deul , 8. Jari Vlak 7. Nick Doodeman, 9. Martijn Kaars, 11. Ibrahim El Kadiri                              | 46' 2. Brian Plat 10. Francesco Antonucci 46' 5. Derry John Murkin 14. Mike Eerdhuijzen 62' 11. Ibrahim El Kadiri 12. Zakaria El Azzouzi 83' 7. Nick Doodeman 38. Darius Johnson                                               | 23' Alex Plat                                                                       |       | 1       |
| Speelronde 1 30 augustus 2020 20:00 Rabobank IJmond Stadion Velsen-IJmuiden Ref.: Serdar Gözübüyük Toeschouwers: 763 | Ilias Bronkhorst 6' Ilias Bronkhorst 39' | 1-0 2-0 2-1 2-2                 | 43' Nick Doodeman Jari Vlak 68' Zakaria El Azzouzi | 1. Nordin Bakker 2. Brian Plat, 3. Marco Tol, 4. Micky van de Ven, 5. Derry John Murkin 6. Alex Plat, 30. Boy Deul , 8. Jari Vlak 7. Nick Doodeman, 9. Martijn Kaars, 11. Ibrahim El Kadiri                              | 46' 2. Brian Plat 10. Francesco Antonucci 46' 5. Derry John Murkin 14. Mike Eerdhuijzen 62' 11. Ibrahim El Kadiri 12. Zakaria El Azzouzi 83' 7. Nick Doodeman 38. Darius Johnson                                               | 23' Alex Plat                                                                       |       | 1       |
| Speelronde 3 11 september 2020 18:45 Kras Stadion Volendam Ref.: Robin Gansner Toeschouwers: 1.726                   | FC Volendam | 0-1                             | Jong FC Utrecht | 1. Nordin Bakker 2. Brian Plat, 3. Marco Tol, 14. Mike Eerdhuijzen, 5. Derry John Murkin 6. Alex Plat, 30. Boy Deul , 8. Jari Vlak 11. Ibrahim El Kadiri, 9. Martijn Kaars, 7. Nick Doodeman                             | 60' 2. Brian Plat 12. Zakaria El Azzouzi 60' 30. Boy Deul 29. Leon Maloney 66' 7. Nick Doodeman 10. Francesco Antonucci 80' 11. Ibrahim El Kadiri 38. Darius Johnson                                                           |                                                                                     |       | 3       |
| Speelronde 3 11 september 2020 18:45 Kras Stadion Volendam Ref.: Robin Gansner Toeschouwers: 1.726                   | | 0-1                             | 63' Hicham Acheffay | 1. Nordin Bakker 2. Brian Plat, 3. Marco Tol, 14. Mike Eerdhuijzen, 5. Derry John Murkin 6. Alex Plat, 30. Boy Deul , 8. Jari Vlak 11. Ibrahim El Kadiri, 9. Martijn Kaars, 7. Nick Doodeman                             | 60' 2. Brian Plat 12. Zakaria El Azzouzi 60' 30. Boy Deul 29. Leon Maloney 66' 7. Nick Doodeman 10. Francesco Antonucci 80' 11. Ibrahim El Kadiri 38. Darius Johnson                                                           |                                                                                     |       | 3       |
| Speelronde 2 15 september 2020 21:00 Kras Stadion Volendam Ref.: Luca Cantineau Toeschouwers: 1.609                  | FC Volendam | 1-3                             | N.E.C. | 1. Nordin Bakker 2. Brian Plat, 3. Marco Tol, 14. Mike Eerdhuijzen, 5. Derry John Murkin 6. Alex Plat, 10. Francesco Antonucci, 8. Jari Vlak 7. Nick Doodeman, 30. Boy Deul , 9. Martijn Kaars                           | 46' 14. Mike Eerdhuijzen 11. Ibrahim El Kadiri 46' 30. Boy Deul 12. Zakaria El Azzouzi 68' 10. Francesco Antonucci 18. Samir Ben Sallam 75' 7. Nick Doodeman 20. Dyllandro Panka 83' 2. Brian Plat 38. Darius Johnson          |                                                                                     |       | 2       |
| Speelronde 2 15 september 2020 21:00 Kras Stadion Volendam Ref.: Luca Cantineau Toeschouwers: 1.609                  | Martijn Kaars 90+3' | 0-1 0-2 1-2 1-3                 | 23' Elayis Tavşan 27' Rangelo Janga 90+4' Rangelo Janga | 1. Nordin Bakker 2. Brian Plat, 3. Marco Tol, 14. Mike Eerdhuijzen, 5. Derry John Murkin 6. Alex Plat, 10. Francesco Antonucci, 8. Jari Vlak 7. Nick Doodeman, 30. Boy Deul , 9. Martijn Kaars                           | 46' 14. Mike Eerdhuijzen 11. Ibrahim El Kadiri 46' 30. Boy Deul 12. Zakaria El Azzouzi 68' 10. Francesco Antonucci 18. Samir Ben Sallam 75' 7. Nick Doodeman 20. Dyllandro Panka 83' 2. Brian Plat 38. Darius Johnson          |                                                                                     |       | 2       |
| Speelronde 4 18 september 2020 18:45 SolarUnie Stadion Helmond Ref.: Edwin van de Graaf Toeschouwers: 1.125          | Helmond Sport | 0-1                             | FC Volendam | 1. Nordin Bakker 2. Brian Plat, 4. Marco Tol, 3. Alex Plat, 5. Derry John Murkin 6. Jari Vlak, 8. Boy Deul , 10. Francesco Antonucci 7. Zakaria El Azzouzi, 9. Martijn Kaars, 11. Ibrahim El Kadiri                      | 69' 9. Martijn Kaars 17. Nick Doodeman 77' 11. Ibrahim El Kadiri 20. Darius Johnson 81' 10. Francesco Antonucci 14. Mike Eerdhuijzen                                                                                           | 44' Zakaria El Azzouzi 64' Brian Plat 87' Alex Plat                                 |       | 4       |
| Speelronde 4 18 september 2020 18:45 SolarUnie Stadion Helmond Ref.: Edwin van de Graaf Toeschouwers: 1.125          | | 0-1                             | 90+2' Nick Doodeman Derry John Murkin | 1. Nordin Bakker 2. Brian Plat, 4. Marco Tol, 3. Alex Plat, 5. Derry John Murkin 6. Jari Vlak, 8. Boy Deul , 10. Francesco Antonucci 7. Zakaria El Azzouzi, 9. Martijn Kaars, 11. Ibrahim El Kadiri                      | 69' 9. Martijn Kaars 17. Nick Doodeman 77' 11. Ibrahim El Kadiri 20. Darius Johnson 81' 10. Francesco Antonucci 14. Mike Eerdhuijzen                                                                                           | 44' Zakaria El Azzouzi 64' Brian Plat 87' Alex Plat                                 |       | 4       |
| Speelronde 5 27 september 2020 20:00 Kras Stadion Volendam Ref.: Jeroen Manschot Toeschouwers: 1.520                 | FC Volendam | 0-0                             | Go Ahead Eagles | 1. Nordin Bakker 2. Brian Plat, 3. Marco Tol, 6. Alex Plat, 5. Derry John Murkin 8. Jari Vlak, 30. Boy Deul , 10. Francesco Antonucci 7. Zakaria El Azzouzi, 9. Martijn Kaars, 11. Ibrahim El Kadiri                     | 46' 6. Alex Plat 14. Mike Eerdhuijzen 58' 9. Martijn Kaars 17. Nick Doodeman 71' 8. Jari Vlak 18. Samir Ben Sallam 71' 11. Ibrahim El Kadiri 38. Darius Johnson 85' 5. Derry John Murkin 34. Mohamed Betti                     |                                                                                     |       | 5       |
| Speelronde 5 27 september 2020 20:00 Kras Stadion Volendam Ref.: Jeroen Manschot Toeschouwers: 1.520                 | |                                 | | 1. Nordin Bakker 2. Brian Plat, 3. Marco Tol, 6. Alex Plat, 5. Derry John Murkin 8. Jari Vlak, 30. Boy Deul , 10. Francesco Antonucci 7. Zakaria El Azzouzi, 9. Martijn Kaars, 11. Ibrahim El Kadiri                     | 46' 6. Alex Plat 14. Mike Eerdhuijzen 58' 9. Martijn Kaars 17. Nick Doodeman 71' 8. Jari Vlak 18. Samir Ben Sallam 71' 11. Ibrahim El Kadiri 38. Darius Johnson 85' 5. Derry John Murkin 34. Mohamed Betti                     |                                                                                     |       | 5       |
| Speelronde 6 4 oktober 2020 20:00 Parkstad Limburg Stadion Kerkrade Ref.: Serdar Gözübüyük Toeschouwers: 0           | Roda JC | 1-1                             | FC Volendam | 1. Nordin Bakker 2. Brian Plat, 4. Marco Tol, 3. Alex Plat, 5. Derry John Murkin 6. Jari Vlak, 8. Boy Deul , 10. Francesco Antonucci 7. Nick Doodeman, 9. Martijn Kaars, 11. Ibrahim El Kadiri                           | 61' 11. Ibrahim El Kadiri 17. Zakaria El Azzouzi 79' 9. Martijn Kaars 14. Mike Eerdhuijzen 79' 7. Nick Doodeman 19. Darius Johnson                                                                                             | 71' Boy Deul 86' Brian Plat                                                         |       | 6       |
| Speelronde 6 4 oktober 2020 20:00 Parkstad Limburg Stadion Kerkrade Ref.: Serdar Gözübüyük Toeschouwers: 0           | Roland Alberg 72' (pen.) | 0-1 1-1                         | 16' Nick Doodeman Martijn Kaars | 1. Nordin Bakker 2. Brian Plat, 4. Marco Tol, 3. Alex Plat, 5. Derry John Murkin 6. Jari Vlak, 8. Boy Deul , 10. Francesco Antonucci 7. Nick Doodeman, 9. Martijn Kaars, 11. Ibrahim El Kadiri                           | 61' 11. Ibrahim El Kadiri 17. Zakaria El Azzouzi 79' 9. Martijn Kaars 14. Mike Eerdhuijzen 79' 7. Nick Doodeman 19. Darius Johnson                                                                                             | 71' Boy Deul 86' Brian Plat                                                         |       | 6       |
| Speelronde 8 16 oktober 21:00 Kras Stadion Volendam Ref.: Clay Ruperti Toeschouwers: 0                               | FC Volendam | 5-1                             | Jong PSV | 1. Nordin Bakker 34. Mohamed Betti, 2. Brian Plat, 3. Marco Tol, 5. Derry John Murkin 6. Alex Plat, 30. Boy Deul , 10. Francesco Antonucci 9. Martijn Kaars, 19. Samuele Mulattieri, 11. Ibrahim El Kadiri               | 74' 11. Ibrahim El Kadiri 29. Leon Maloney 74' 9. Martijn Kaars 7. Nick Doodeman 82' 10. Francesco Antonucci 12. Samir Ben Sallam 82' 19. Samuele Mulattieri 15. Giannis Iatroudis 88' 30. Boy Deul 18. Calvin Twigt           |                                                                                     |       | 8       |
| Speelronde 8 16 oktober 21:00 Kras Stadion Volendam Ref.: Clay Ruperti Toeschouwers: 0                               | Francesco Antonucci 49' Alex Plat Boy Deul 67' Samuele Mulattieri Boy Deul 77' Nick Doodeman Samuele Mulattieri 80' Nick Doodeman Giannis Iatroudis 90+1' Nick Doodeman                                                   | 1-0 2-0 3-0 4-0 4-1 5-1         | 82' Mathias Kjølø | 1. Nordin Bakker 34. Mohamed Betti, 2. Brian Plat, 3. Marco Tol, 5. Derry John Murkin 6. Alex Plat, 30. Boy Deul , 10. Francesco Antonucci 9. Martijn Kaars, 19. Samuele Mulattieri, 11. Ibrahim El Kadiri               | 74' 11. Ibrahim El Kadiri 29. Leon Maloney 74' 9. Martijn Kaars 7. Nick Doodeman 82' 10. Francesco Antonucci 12. Samir Ben Sallam 82' 19. Samuele Mulattieri 15. Giannis Iatroudis 88' 30. Boy Deul 18. Calvin Twigt           |                                                                                     |       | 8       |
| Speelronde 7 19 oktober 2020 21:00 Kalverhoek Wijdewormer Ref.: Laurens Gerrets Toeschouwers: 0                      | Jong AZ | 2-6                             | FC Volendam | 1. Nordin Bakker 2. Mohamed Betti,3. Brian Plat, 4. Marco Tol, 5. Derry John Murkin 6. Alex Plat, 8. Boy Deul , 10. Francesco Antonucci 7. Nick Doodeman, 9. Martijn Kaars, 11. Ibrahim El Kadiri                        | 68' 11. Ibrahim El Kadiri 19. Samuele Mulattieri 68' 8. Boy Deul 18. Jari Vlak 83' 10. Francesco Antonucci 12. Samir Ben Sallam 83' 9. Martijn Kaars 17. Leon Maloney 90' 6. Alex Plat 15. Giannis Iatroudis                   |                                                                                     |       | 7       |
| Speelronde 7 19 oktober 2020 21:00 Kalverhoek Wijdewormer Ref.: Laurens Gerrets Toeschouwers: 0                      | Mohamed Taabouni 28' Yusuf Barası 64' | 0-1 0-2 0-3 1-3 1-4 2-4 2-5 2-6 | 5' Marco Tol 19' Francesco Antonucci Nick Doodeman 23' Martijn Kaars Nick Doodeman 32' Ibrahim El Kadiri Nick Doodeman 82' Derry John Murkin Nick Doodeman 89' Samuele Mulattieri Nick Doodeman | 1. Nordin Bakker 2. Mohamed Betti,3. Brian Plat, 4. Marco Tol, 5. Derry John Murkin 6. Alex Plat, 8. Boy Deul , 10. Francesco Antonucci 7. Nick Doodeman, 9. Martijn Kaars, 11. Ibrahim El Kadiri                        | 68' 11. Ibrahim El Kadiri 19. Samuele Mulattieri 68' 8. Boy Deul 18. Jari Vlak 83' 10. Francesco Antonucci 12. Samir Ben Sallam 83' 9. Martijn Kaars 17. Leon Maloney 90' 6. Alex Plat 15. Giannis Iatroudis                   |                                                                                     |       | 7       |
| Speelronde 9 23 oktober 18:45 Kras Stadion Volendam Ref.: Christiaan Bax Toeschouwers: 0                             | FC Volendam | 7-1                             | FC Dordrecht | 1. Nordin Bakker 34. Mohamed Betti, 2. Brian Plat, 3. Marco Tol, 5. Derry John Murkin 6. Alex Plat, 30. Boy Deul , 10. Francesco Antonucci 7. Nick Doodeman, 19. Samuele Mulattieri, 11. Ibrahim El Kadiri               | 46' 11. Ibrahim El Kadiri 9. Martijn Kaars 52' 34. Mohamed Betti 8. Jari Vlak 61' 19. Samuele Mulattieri 29. Leon Maloney 75' 7. Nick Doodeman 15. Dean James 76' 30. Boy Deul 12. Samir Ben Sallam                            |                                                                                     |       | 9       |
| Speelronde 9 23 oktober 18:45 Kras Stadion Volendam Ref.: Christiaan Bax Toeschouwers: 0                             | Francesco Antonucci 4' Derry John Murkin 8' Boy Deul Samuele Mulattieri 33' Ibrahim El Kadiri Samuele Mulattieri 45+1' Derry John Murkin 79' Leon Maloney Martijn Kaars 83' Derry John Murkin Dean James 88' Leon Maloney | 1-0 2-0 3-0 4-0 4-1 5-1 6-1 7-1 | 48' Gianni dos Santos | 1. Nordin Bakker 34. Mohamed Betti, 2. Brian Plat, 3. Marco Tol, 5. Derry John Murkin 6. Alex Plat, 30. Boy Deul , 10. Francesco Antonucci 7. Nick Doodeman, 19. Samuele Mulattieri, 11. Ibrahim El Kadiri               | 46' 11. Ibrahim El Kadiri 9. Martijn Kaars 52' 34. Mohamed Betti 8. Jari Vlak 61' 19. Samuele Mulattieri 29. Leon Maloney 75' 7. Nick Doodeman 15. Dean James 76' 30. Boy Deul 12. Samir Ben Sallam                            |                                                                                     |       | 9       |
| Speelronde 10 1 november 12:15 Kras Stadion Volendam Ref.: Luca Cantineau Toeschouwers: 0                            | FC Volendam | 2-0                             | FC Eindhoven | 1. Nordin Bakker 34. Mohamed Betti, 3. Marco Tol,4. Micky van de Ven, 5. Derry John Murkin 6. Alex Plat, 30. Boy Deul , 8. Jari Vlak 7. Nick Doodeman, 19. Samuele Mulattieri, 11. Ibrahim El Kadiri                     | 60' 8. Jari Vlak 10. Francesco Antonucci 68' 11. Ibrahim El Kadiri 9. Martijn Kaars 68' 4. Micky van de Ven 2. Brian Plat 81' 7. Nick Doodeman 18. Samir Ben Sallam 81' 19. Samuele Mulattieri 15. Dean James                  | 41' Marco Tol 51' Derry John Murkin                                                 |       | 10      |
| Speelronde 10 1 november 12:15 Kras Stadion Volendam Ref.: Luca Cantineau Toeschouwers: 0                            | Nick Doodeman 26' Jari Vlak Boy Deul 36' (pen.) | 1-0 2-0                         | | 1. Nordin Bakker 34. Mohamed Betti, 3. Marco Tol,4. Micky van de Ven, 5. Derry John Murkin 6. Alex Plat, 30. Boy Deul , 8. Jari Vlak 7. Nick Doodeman, 19. Samuele Mulattieri, 11. Ibrahim El Kadiri                     | 60' 8. Jari Vlak 10. Francesco Antonucci 68' 11. Ibrahim El Kadiri 9. Martijn Kaars 68' 4. Micky van de Ven 2. Brian Plat 81' 7. Nick Doodeman 18. Samir Ben Sallam 81' 19. Samuele Mulattieri 15. Dean James                  | 41' Marco Tol 51' Derry John Murkin                                                 |       | 10      |
| Speelronde 11 7 november 2020 14:00 De Vijverberg Doetinchem Ref.: Pol van Boekel Toeschouwers: 0                    | De Graafschap | 2-5                             | FC Volendam | 1. Nordin Bakker 34. Mohamed Betti, 3. Marco Tol,4. Micky van de Ven, 5. Derry John Murkin 6. Alex Plat, 30. Boy Deul , 10. Francesco Antonucci 7. Nick Doodeman, 19. Samuele Mulattieri, 11. Ibrahim El Kadiri          | 68' 11. Ibrahim El Kadiri 8. Jari Vlak 68' 2. Brian Plat 34. Mohamed Betti 76' 19. Samuele Mulattieri 9. Martijn Kaars 86' 10. Francesco Antonucci 18. Samir Ben Sallam                                                        | 26' Mohamed Betti                                                                   |       | 11      |
| Speelronde 11 7 november 2020 14:00 De Vijverberg Doetinchem Ref.: Pol van Boekel Toeschouwers: 0                    | Daryl van Mieghem 8' Elmo Lieftink 24' | 1-0 1-1 2-1 2-2 2-3 2-4 2-5     | 21' Derry John Murkin Alex Plat 40' Boy Deul Nick Doodeman 52' (pen.) Francesco Antonucci 70' Nick Doodeman 90+4' Nick Doodeman Samir Ben Sallam                                                | 1. Nordin Bakker 34. Mohamed Betti, 3. Marco Tol,4. Micky van de Ven, 5. Derry John Murkin 6. Alex Plat, 30. Boy Deul , 10. Francesco Antonucci 7. Nick Doodeman, 19. Samuele Mulattieri, 11. Ibrahim El Kadiri          | 68' 11. Ibrahim El Kadiri 8. Jari Vlak 68' 2. Brian Plat 34. Mohamed Betti 76' 19. Samuele Mulattieri 9. Martijn Kaars 86' 10. Francesco Antonucci 18. Samir Ben Sallam                                                        | 26' Mohamed Betti                                                                   |       | 11      |
| Speelronde 13 20 november 18:45 Kras Stadion Volendam Ref.: Alex Bos Toeschouwers: 0                                 | FC Volendam | 1-1                             | Top Oss | 1. Nordin Bakker 34. Mohamed Betti, 3. Marco Tol,4. Micky van de Ven, 15. Dean James 6. Alex Plat, 30. Boy Deul , 10. Francesco Antonucci 7. Nick Doodeman, 19. Samuele Mulattieri, 9. Martijn Kaars                     | 64' 9. Martijn Kaars 8. Jari Vlak 64' 15. Dean James 14. Mike Eerdhuijzen 76' 7. Nick Doodeman 20. Dyllandro Panka 86' 34. Mohamed Betti 29. Leon Maloney 86' 30. Boy Deul 18. Samir Ben Sallam                                |                                                                                     |       | 13      |
| Speelronde 13 20 november 18:45 Kras Stadion Volendam Ref.: Alex Bos Toeschouwers: 0                                 | Dean James 22' | 1-0 1-1                         | 75' Dennis van der Heijden | 1. Nordin Bakker 34. Mohamed Betti, 3. Marco Tol,4. Micky van de Ven, 15. Dean James 6. Alex Plat, 30. Boy Deul , 10. Francesco Antonucci 7. Nick Doodeman, 19. Samuele Mulattieri, 9. Martijn Kaars                     | 64' 9. Martijn Kaars 8. Jari Vlak 64' 15. Dean James 14. Mike Eerdhuijzen 76' 7. Nick Doodeman 20. Dyllandro Panka 86' 34. Mohamed Betti 29. Leon Maloney 86' 30. Boy Deul 18. Samir Ben Sallam                                |                                                                                     |       | 13      |
| Speelronde 12 23 november 2020 20:00 De Toekomst Amsterdam Ref.: Ingmar Oostrom Toeschouwers: 0                      | Jong Ajax | 1-1                             | FC Volendam | 1. Joey Roggeveen 3. Marco Tol, 14. Mike Eerdhuijzen,4. Micky van de Ven, 5. Dean James 6. Alex Plat, 30. Boy Deul , 8. Jari Vlak 7. Nick Doodeman, 19. Samuele Mulattieri, 9. Martijn Kaars                             | 62' 8. Jari Vlak 18. Samir Ben Sallam 62' 5. Dean James 17. Josh Flint 72' 9. Martijn Kaars 29. Leon Maloney 83' 7. Nick Doodeman 20. Dyllandro Panka 83' 19. Samuele Mulattieri 12. Giannis Iatroudis                         | 66' Samuele Mulattieri 81' Mike Eerdhuijzen                                         |       | 12      |
| Speelronde 12 23 november 2020 20:00 De Toekomst Amsterdam Ref.: Ingmar Oostrom Toeschouwers: 0                      | Victor Jensen 35' | 0-1 1-1                         | 31' Martijn Kaars Boy Deul | 1. Joey Roggeveen 3. Marco Tol, 14. Mike Eerdhuijzen,4. Micky van de Ven, 5. Dean James 6. Alex Plat, 30. Boy Deul , 8. Jari Vlak 7. Nick Doodeman, 19. Samuele Mulattieri, 9. Martijn Kaars                             | 62' 8. Jari Vlak 18. Samir Ben Sallam 62' 5. Dean James 17. Josh Flint 72' 9. Martijn Kaars 29. Leon Maloney 83' 7. Nick Doodeman 20. Dyllandro Panka 83' 19. Samuele Mulattieri 12. Giannis Iatroudis                         | 66' Samuele Mulattieri 81' Mike Eerdhuijzen                                         |       | 12      |
| Speelronde 14 27 november 21:00 Kras Stadion Volendam Ref.: Christiaan Bax Toeschouwers: 0                           | FC Volendam | 2-2                             | Almere City FC | 1. Joey Roggeveen 3. Marco Tol, 6. Alex Plat,4. Micky van de Ven, 5. Dean James 8. Jari Vlak, 18. Samir Ben Sallam, 10. Francesco Antonucci 7. Nick Doodeman, 19. Samuele Mulattieri, 30. Boy Deul                       | 46' 5. Dean James 15. Josh Flint 62' 19. Samuele Mulattieri 9. Martijn Kaars 82' 10. Francesco Antonucci 17. Zakaria El Azzouzi 82' 18. Samir Ben Sallam 13. Sjors Kramer 86' 7. Nick Doodeman 12. Giannis Iatroudis           | 32' Micky van de Ven                                                                |       | 14      |
| Speelronde 14 27 november 21:00 Kras Stadion Volendam Ref.: Christiaan Bax Toeschouwers: 0                           | Samuele Mulattieri 8' Francesco Antonucci Jari Vlak 68' Nick Doodeman | 1-0 1-1 2-1 2-2                 | 22' Thomas Verheydt 81' Thomas Verheydt | 1. Joey Roggeveen 3. Marco Tol, 6. Alex Plat,4. Micky van de Ven, 5. Dean James 8. Jari Vlak, 18. Samir Ben Sallam, 10. Francesco Antonucci 7. Nick Doodeman, 19. Samuele Mulattieri, 30. Boy Deul                       | 46' 5. Dean James 15. Josh Flint 62' 19. Samuele Mulattieri 9. Martijn Kaars 82' 10. Francesco Antonucci 17. Zakaria El Azzouzi 82' 18. Samir Ben Sallam 13. Sjors Kramer 86' 7. Nick Doodeman 12. Giannis Iatroudis           | 32' Micky van de Ven                                                                |       | 14      |
| Speelronde 15 7 december 2020 21:00 Woudestein Rotterdam Ref.: Robin Hensgens Toeschouwers: 0                        | SBV Excelsior | 2-3                             | FC Volendam | 1. Joey Roggeveen 34. Mohamed Betti, 3. Marco Tol, 4. Micky van de Ven, 5. Dean James 18. Samir Ben Sallam, 30. Boy Deul , 10. Francesco Antonucci 7. Nick Doodeman, 19. Samuele Mulattieri, 9. Martijn Kaars            | 46' 18. Samir Ben Sallam 8. Jari Vlak 64' 5. Dean James 14. Mike Eerdhuijzen 64' 29. Martijn Kaars 11. Ibrahim El Kadiri 73' 19. Samuele Mulattieri 12. Giannis Iatroudis 82' 7. Nick Doodeman 17. Zakaria El Azzouzi          | 40' Samir Ben Sallam 66' Jari Vlak                                                  |       | 15      |
| Speelronde 15 7 december 2020 21:00 Woudestein Rotterdam Ref.: Robin Hensgens Toeschouwers: 0                        | Luigi Bruins 17' Siebe Horemans 32' | 0-1 1-1 2-1 2-2 2-3             | 14' Boy Deul Francesco Antonucci 39' Martijn Kaars Francesco Antonucci 88' Boy Deul | 1. Joey Roggeveen 34. Mohamed Betti, 3. Marco Tol, 4. Micky van de Ven, 5. Dean James 18. Samir Ben Sallam, 30. Boy Deul , 10. Francesco Antonucci 7. Nick Doodeman, 19. Samuele Mulattieri, 9. Martijn Kaars            | 46' 18. Samir Ben Sallam 8. Jari Vlak 64' 5. Dean James 14. Mike Eerdhuijzen 64' 29. Martijn Kaars 11. Ibrahim El Kadiri 73' 19. Samuele Mulattieri 12. Giannis Iatroudis 82' 7. Nick Doodeman 17. Zakaria El Azzouzi          | 40' Samir Ben Sallam 66' Jari Vlak                                                  |       | 15      |
| Speelronde 16 11 december 2020 20:00 Kras Stadion Volendam Ref.: Clay Ruperti Toeschouwers: 0                        | FC Volendam | 6-0                             | FC Den Bosch | 1. Joey Roggeveen 34. Mohamed Betti, 3. Marco Tol, 4. Micky van de Ven, 5. Dean James 6. Alex Plat, 30. Boy Deul , 10. Francesco Antonucci 7. Nick Doodeman, 19. Samuele Mulattieri, 9. Martijn Kaars                    | 65' 19. Samuele Mulattieri 12. Giannis Iatroudis 65' 9. Martijn Kaars 14. Mike Eerdhuijzen 65' 5. Dean James 17. Zakaria El Azzouzi 75' 7. Nick Doodeman 20. Dyllandro Panka 75' 6. Alex Plat 8. Jari Vlak                     |                                                                                     |       | 16      |
| Speelronde 16 11 december 2020 20:00 Kras Stadion Volendam Ref.: Clay Ruperti Toeschouwers: 0                        | Samuele Mulattieri 8' Boy Deul Nick Doodeman 16' Martijn Kaars Nick Doodeman 66' Francesco Antonucci Dyllandro Panka 78' Francesco Antonucci Jari Vlak 79' Francesco Antonucci Micky van de Ven 89' Boy Deul              | 1-0 2-0 3-0 4-0 5-0 6-0         | | 1. Joey Roggeveen 34. Mohamed Betti, 3. Marco Tol, 4. Micky van de Ven, 5. Dean James 6. Alex Plat, 30. Boy Deul , 10. Francesco Antonucci 7. Nick Doodeman, 19. Samuele Mulattieri, 9. Martijn Kaars                    | 65' 19. Samuele Mulattieri 12. Giannis Iatroudis 65' 9. Martijn Kaars 14. Mike Eerdhuijzen 65' 5. Dean James 17. Zakaria El Azzouzi 75' 7. Nick Doodeman 20. Dyllandro Panka 75' 6. Alex Plat 8. Jari Vlak                     |                                                                                     |       | 16      |
| Speelronde 17 18 december 2020 20:00 Rat Verlegh Stadion Breda Ref.: Jeroen Manschot Toeschouwers: 0                 | NAC Breda | 3-0                             | FC Volendam | 1. Joey Roggeveen 34. Mohamed Betti, 2. Brian Plat, 4. Micky van de Ven, 5. Dean James 6. Alex Plat, 30. Boy Deul , 10. Francesco Antonucci 7. Nick Doodeman, 19. Samuele Mulattieri, 9. Martijn Kaars                   | 58' 5. Dean James 14. Mike Eerdhuijzen 58' 9. Martijn Kaars 11. Ibrahim El Kadiri 68' 2. Brian Plat 12. Giannis Iatroudis 75' 19. Samuele Mulattieri 8. Jari Vlak 75' 7. Nick Doodeman 17. Zakaria El Azzouzi                  | 52' Micky van de Ven 75' Boy Deul                                                   |       | 17      |
| Speelronde 17 18 december 2020 20:00 Rat Verlegh Stadion Breda Ref.: Jeroen Manschot Toeschouwers: 0                 | Mounir El Allouchi 53' Sydney van Hooijdonk 69' Sydney van Hooijdonk 76' (pen.) | 1-0 2-0 3-0                     | | 1. Joey Roggeveen 34. Mohamed Betti, 2. Brian Plat, 4. Micky van de Ven, 5. Dean James 6. Alex Plat, 30. Boy Deul , 10. Francesco Antonucci 7. Nick Doodeman, 19. Samuele Mulattieri, 9. Martijn Kaars                   | 58' 5. Dean James 14. Mike Eerdhuijzen 58' 9. Martijn Kaars 11. Ibrahim El Kadiri 68' 2. Brian Plat 12. Giannis Iatroudis 75' 19. Samuele Mulattieri 8. Jari Vlak 75' 7. Nick Doodeman 17. Zakaria El Azzouzi                  | 52' Micky van de Ven 75' Boy Deul                                                   |       | 17      |
| Speelronde 18 3 januari 2021 20:00 Kras Stadion Volendam Ref.: Richard Martens Toeschouwers: 0                       | FC Volendam | 0-1                             | MVV Maastricht | 22. Joey Roggeveen 34. Mohamed Betti, 3. Marco Tol, 4. Micky van de Ven, 15. Dean James 6. Alex Plat, 30. Boy Deul ,11. Ibrahim El Kadiri 7. Nick Doodeman, 19. Samuele Mulattieri, 9. Martijn Kaars                     | 46' 9. Martijn Kaars 8. Jari Vlak 64' 15. Dean James 20. Giannis Iatroudis 65' 34. Mohamed Betti 23. Zakaria El Azzouzi 65' 11. Ibrahim El Kadiri 14. Mike Eerdhuijzen 76' 7. Nick Doodeman 21. Dyllandro Panka                |                                                                                     |       | 18      |
| Speelronde 18 3 januari 2021 20:00 Kras Stadion Volendam Ref.: Richard Martens Toeschouwers: 0                       | | 0-1                             | 12' Joeri Schroijen | 22. Joey Roggeveen 34. Mohamed Betti, 3. Marco Tol, 4. Micky van de Ven, 15. Dean James 6. Alex Plat, 30. Boy Deul ,11. Ibrahim El Kadiri 7. Nick Doodeman, 19. Samuele Mulattieri, 9. Martijn Kaars                     | 46' 9. Martijn Kaars 8. Jari Vlak 64' 15. Dean James 20. Giannis Iatroudis 65' 34. Mohamed Betti 23. Zakaria El Azzouzi 65' 11. Ibrahim El Kadiri 14. Mike Eerdhuijzen 76' 7. Nick Doodeman 21. Dyllandro Panka                |                                                                                     |       | 18      |
| Speelronde 19 8 januari 2021 21:00 Cambuurstadion Leeuwarden Ref.: Pol van Boekel Toeschouwers: 0                    | Cambuur Leeuwarden | 0-1                             | FC Volendam | 22. Joey Roggeveen 2. Brian Plat, 3. Marco Tol, 4. Micky van de Ven, 15. Dean James 6. Alex Plat, 30. Boy Deul ,18. Samir Ben Sallam 7. Nick Doodeman, 19. Samuele Mulattieri, 23. Zakaria El Azzouzi                    | 46' 15. Dean James 5. Derry John Murkin 71' 23. Zakaria El Azzouzi 11. Ibrahim El Kadiri 79' 18. Samir Ben Sallam 14. Mike Eerdhuijzen 85' 7. Nick Doodeman 20. Giannis Iatroudis                                              | 71' Micky van de Ven 81' Derry John Murkin                                          |       | 19      |
| Speelronde 19 8 januari 2021 21:00 Cambuurstadion Leeuwarden Ref.: Pol van Boekel Toeschouwers: 0                    | | 0-1                             | 87' Samuele Mulattieri Ibrahim El Kadiri | 22. Joey Roggeveen 2. Brian Plat, 3. Marco Tol, 4. Micky van de Ven, 15. Dean James 6. Alex Plat, 30. Boy Deul ,18. Samir Ben Sallam 7. Nick Doodeman, 19. Samuele Mulattieri, 23. Zakaria El Azzouzi                    | 46' 15. Dean James 5. Derry John Murkin 71' 23. Zakaria El Azzouzi 11. Ibrahim El Kadiri 79' 18. Samir Ben Sallam 14. Mike Eerdhuijzen 85' 7. Nick Doodeman 20. Giannis Iatroudis                                              | 71' Micky van de Ven 81' Derry John Murkin                                          |       | 19      |
| Speelronde 20 15 januari 2021 20:00 Krommedijk Dordrecht Ref.: Alex Bos Toeschouwers: 0                              | FC Dordrecht | 0-0                             | FC Volendam | 22. Joey Roggeveen 2. Brian Plat, 3. Marco Tol, 4. Micky van de Ven, 5. Derry John Murkin 6. Alex Plat, 30. Boy Deul ,18. Samir Ben Sallam 7. Nick Doodeman, 20. Giannis Iatroudis, 23. Zakaria El Azzouzi               | 63' 5. Derry John Murkin 14. Mike Eerdhuijzen 63' 23. Zakaria El Azzouzi 11. Ibrahim El Kadiri 73' 20. Giannis Iatroudis 38. Darius Johnson 74' 18. Samir Ben Sallam 21. Dyllandro Panka 80' 7. Nick Doodeman 29. Leon Maloney |                                                                                     |       | 20      |
| Speelronde 20 15 januari 2021 20:00 Krommedijk Dordrecht Ref.: Alex Bos Toeschouwers: 0                              | |                                 | | 22. Joey Roggeveen 2. Brian Plat, 3. Marco Tol, 4. Micky van de Ven, 5. Derry John Murkin 6. Alex Plat, 30. Boy Deul ,18. Samir Ben Sallam 7. Nick Doodeman, 20. Giannis Iatroudis, 23. Zakaria El Azzouzi               | 63' 5. Derry John Murkin 14. Mike Eerdhuijzen 63' 23. Zakaria El Azzouzi 11. Ibrahim El Kadiri 73' 20. Giannis Iatroudis 38. Darius Johnson 74' 18. Samir Ben Sallam 21. Dyllandro Panka 80' 7. Nick Doodeman 29. Leon Maloney |                                                                                     |       | 20      |
| Speelronde 21 24 januari 2021 12:15 Kras Stadion Volendam Ref.: Edwin de Graaf Toeschouwers: 0                       | FC Volendam | 1-4                             | De Graafschap | 22. Joey Roggeveen 12. Denso Kasius, 2. Brian Plat,4. Micky van de Ven, 5. Derry John Murkin 6. Alex Plat, 30. Boy Deul ,18. Samir Ben Sallam 9. Martijn Kaars, 19. Samuele Mulattieri, 23. Zakaria El Azzouzi           | 60' 9. Martijn Kaars 15. Dean James 60' 18. Samir Ben Sallam 10. Francesco Antonucci 68' 23. Zakaria El Azzouzi 20. Giannis Iatroudis 74' 12. Denso Kasius 34. Mohamed Betti                                                   | 29' Brian Plat                                                                      |       | 21      |
| Speelronde 21 24 januari 2021 12:15 Kras Stadion Volendam Ref.: Edwin de Graaf Toeschouwers: 0                       | Martijn Kaars 58' Denso Kasius | 0-1 0-2 0-3 1-3 1-4             | 27' Jasper van Heertum 46' Johnatan Opoku 53' Jasper van Heertum 73' Camiel Neghli | 22. Joey Roggeveen 12. Denso Kasius, 2. Brian Plat,4. Micky van de Ven, 5. Derry John Murkin 6. Alex Plat, 30. Boy Deul ,18. Samir Ben Sallam 9. Martijn Kaars, 19. Samuele Mulattieri, 23. Zakaria El Azzouzi           | 60' 9. Martijn Kaars 15. Dean James 60' 18. Samir Ben Sallam 10. Francesco Antonucci 68' 23. Zakaria El Azzouzi 20. Giannis Iatroudis 74' 12. Denso Kasius 34. Mohamed Betti                                                   | 29' Brian Plat                                                                      |       | 21      |
| Speelronde 22 2 februari 2021 12:15 De Adelaarshorst Deventer Ref.: Martin van den Kerkhof Toeschouwers: 0           | Go Ahead Eagles | 1-3                             | FC Volendam | 1. Nordin Bakker 12. Denso Kasius, 2. Brian Plat,14. Mike Eerdhuijzen, 5. Derry John Murkin 18. Samir Ben Sallam, 6. Alex Plat, 10. Francesco Antonucci 30. Boy Deul , 19. Samuele Mulattieri, 15. Dean James            | 74' 15. Dean James 11. Ibrahim El Kadiri 74' 18. Samir Ben Sallam 24. Calvin Twigt 82' 10. Francesco Antonucci 20. Giannis Iatroudis 85' 12. Denso Kasius 28. Jip Molenaar                                                     | 84' Denso Kasius                                                                    |       | 22      |
| Speelronde 22 2 februari 2021 12:15 De Adelaarshorst Deventer Ref.: Martin van den Kerkhof Toeschouwers: 0           | Wout Droste 64' | 0-1 1-1 1-2 1-3                 | 40' Boy Deul Samuele Mulattieri 75' Samuele Mulattieri Boy Deul 90' Samuele Mulattieri Derry John Murkin                                                                                        | 1. Nordin Bakker 12. Denso Kasius, 2. Brian Plat,14. Mike Eerdhuijzen, 5. Derry John Murkin 18. Samir Ben Sallam, 6. Alex Plat, 10. Francesco Antonucci 30. Boy Deul , 19. Samuele Mulattieri, 15. Dean James            | 74' 15. Dean James 11. Ibrahim El Kadiri 74' 18. Samir Ben Sallam 24. Calvin Twigt 82' 10. Francesco Antonucci 20. Giannis Iatroudis 85' 12. Denso Kasius 28. Jip Molenaar                                                     | 84' Denso Kasius                                                                    |       | 22      |
| Speelronde 23 5 februari 2021 21:00 Kras Stadion Volendam Ref.: Luca Cantineau Toeschouwers: 0                       | FC Volendam | 0-2                             | SBV Excelsior | 1. Nordin Bakker 12. Denso Kasius, 2. Brian Plat,3. Marco Tol, 14. Mike Eerdhuijzen 18. Samir Ben Sallam, 6. Alex Plat, 10. Francesco Antonucci 30. Boy Deul , 19. Samuele Mulattieri, 5. Derry John Murkin              | 67' 12. Denso Kasius 11. Ibrahim El Kadiri 67' 18. Samir Ben Sallam 20. Giannis Iatroudis 83' 3. Marco Tol 24. Calvin Twigt |                                                                                     |       | 23      |
| Speelronde 23 5 februari 2021 21:00 Kras Stadion Volendam Ref.: Luca Cantineau Toeschouwers: 0                       | | 0-1 0-2                         | 82' Reuven Niemeijer 90+6' Mats Wieffer | 1. Nordin Bakker 12. Denso Kasius, 2. Brian Plat,3. Marco Tol, 14. Mike Eerdhuijzen 18. Samir Ben Sallam, 6. Alex Plat, 10. Francesco Antonucci 30. Boy Deul , 19. Samuele Mulattieri, 5. Derry John Murkin              | 67' 12. Denso Kasius 11. Ibrahim El Kadiri 67' 18. Samir Ben Sallam 20. Giannis Iatroudis 83' 3. Marco Tol 24. Calvin Twigt |                                                                                     |       | 23      |
| Speelronde 24 3 maart 2021 20:00 Yanmar Stadion Almere Ref.: Jannick van der Laan Toeschouwers: 0                    | Almere City FC | 1-2                             | FC Volendam | 22. Joey Roggeveen 12. Denso Kasius, 2. Brian Plat,4. Micky van de Ven, 5. Derry John Murkin 6. Alex Plat, 30. Boy Deul , 10. Francesco Antonucci 23. Zakaria El Azzouzi, 19. Samuele Mulattieri, 11. Ibrahim El Kadiri  | 59' 2. Brian Plat 3. Marco Tol 68' 10. Francesco Antonucci 18. Samir Ben Sallam 68' 23. Zakaria El Azzouzi 9. Martijn Kaars 86' 11. Ibrahim El Kadiri 15. Dean James 86' 30. Boy Deul 24. Calvin Twigt                         |                                                                                     |       | 24      |
| Speelronde 24 3 maart 2021 20:00 Yanmar Stadion Almere Ref.: Jannick van der Laan Toeschouwers: 0                    | Tim Receveur 30' | 0-1 1-1 1-2                     | 16' Brian Plat Alex Plat 45' Samuele Mulattieri Derry John Murkin | 22. Joey Roggeveen 12. Denso Kasius, 2. Brian Plat,4. Micky van de Ven, 5. Derry John Murkin 6. Alex Plat, 30. Boy Deul , 10. Francesco Antonucci 23. Zakaria El Azzouzi, 19. Samuele Mulattieri, 11. Ibrahim El Kadiri  | 59' 2. Brian Plat 3. Marco Tol 68' 10. Francesco Antonucci 18. Samir Ben Sallam 68' 23. Zakaria El Azzouzi 9. Martijn Kaars 86' 11. Ibrahim El Kadiri 15. Dean James 86' 30. Boy Deul 24. Calvin Twigt                         |                                                                                     |       | 24      |
| Speelronde 25 23 februari 2021 18:45 Kras Stadion Volendam Ref.: Robin Gansner Toeschouwers: 0                       | FC Volendam | 3-2                             | Jong Ajax | 22. Joey Roggeveen 12. Denso Kasius, 2. Brian Plat,4. Micky van de Ven, 5. Derry John Murkin 6. Alex Plat, 30. Boy Deul , 24. Calvin Twigt 9. Martijn Kaars, 19. Samuele Mulattieri, 11. Ibrahim El Kadiri               | 61' 24. Calvin Twigt 10. Francesco Antonucci 66' 12. Denso Kasius 3. Marco Tol 66' 9. Martijn Kaars 23. Zakaria El Azzouzi 77' 11. Ibrahim El Kadiri 20. Giannis Iatroudis 77' 6. Alex Plat 38. Darius Johnson                 | 76' Samuele Mulattieri                                                              |       | 25      |
| Speelronde 25 23 februari 2021 18:45 Kras Stadion Volendam Ref.: Robin Gansner Toeschouwers: 0                       | Zakaria El Azzouzi 85' Darius Johnson Samuele Mulattieri 90+4' Zakaria El Azzouzi 90+5' | 0-1 0-2 1-2 2-2 3-2             | 59' Naci Ünüvar 70' Kian Fitz-Jim | 22. Joey Roggeveen 12. Denso Kasius, 2. Brian Plat,4. Micky van de Ven, 5. Derry John Murkin 6. Alex Plat, 30. Boy Deul , 24. Calvin Twigt 9. Martijn Kaars, 19. Samuele Mulattieri, 11. Ibrahim El Kadiri               | 61' 24. Calvin Twigt 10. Francesco Antonucci 66' 12. Denso Kasius 3. Marco Tol 66' 9. Martijn Kaars 23. Zakaria El Azzouzi 77' 11. Ibrahim El Kadiri 20. Giannis Iatroudis 77' 6. Alex Plat 38. Darius Johnson                 | 76' Samuele Mulattieri                                                              |       | 25      |
| Speelronde 26 27 februari 2021 14:00 Jan Louwers Stadion Eindhoven Ref.: Edwin van de Graaf Toeschouwers: 0          | FC Eindhoven | 1-1                             | FC Volendam | 22. Joey Roggeveen 12. Denso Kasius, 2. Brian Plat, 4. Micky van de Ven, 5. Derry John Murkin 6. Alex Plat, 30. Boy Deul , 10. Francesco Antonucci 23. Zakaria El Azzouzi, 19. Samuele Mulattieri, 11. Ibrahim El Kadiri | 64' 11. Ibrahim El Kadiri 9. Martijn Kaars 71' 10. Francesco Antonucci 18. Samir Ben Sallam 71' 12. Denso Kasius 3. Marco Tol 81' 23. Zakaria El Azzouzi 20. Giannis Iatroudis                                                 | 81' Samir Ben Sallam 90' Martijn Kaars                                              |       | 26      |
| Speelronde 26 27 februari 2021 14:00 Jan Louwers Stadion Eindhoven Ref.: Edwin van de Graaf Toeschouwers: 0          | Dico Jap Tjong 62' | 0-1 1-1                         | 19' Zakaria El Azzouzi Micky van de Ven | 22. Joey Roggeveen 12. Denso Kasius, 2. Brian Plat, 4. Micky van de Ven, 5. Derry John Murkin 6. Alex Plat, 30. Boy Deul , 10. Francesco Antonucci 23. Zakaria El Azzouzi, 19. Samuele Mulattieri, 11. Ibrahim El Kadiri | 64' 11. Ibrahim El Kadiri 9. Martijn Kaars 71' 10. Francesco Antonucci 18. Samir Ben Sallam 71' 12. Denso Kasius 3. Marco Tol 81' 23. Zakaria El Azzouzi 20. Giannis Iatroudis                                                 | 81' Samir Ben Sallam 90' Martijn Kaars                                              |       | 26      |
| Speelronde 27 6 maart 2021 16:30 Kras Stadion Volendam Ref.: Christiaan Bax Toeschouwers: 0                          | FC Volendam | 3-4                             | Roda JC | 22. Joey Roggeveen 34. Mohamed Betti, 3. Marco Tol, 4. Micky van de Ven , 5. Derry John Murkin 6. Alex Plat, 30. Boy Deul, 10. Francesco Antonucci 23. Zakaria El Azzouzi, 19. Samuele Mulattieri, 11. Ibrahim El Kadiri | 45' 30. Boy Deul 18. Samir Ben Sallam 67' 19. Samuele Mulattieri 15. Dean James 67' 11. Ibrahim El Kadiri 9. Martijn Kaars 81' 6. Alex Plat 24. Calvin Twigt                                                                   | 66' Marco Tol 76' Samir Ben Sallam                                                  |       | 27      |
| Speelronde 27 6 maart 2021 16:30 Kras Stadion Volendam Ref.: Christiaan Bax Toeschouwers: 0                          | Samuele Mulattieri 18' Francesco Antonucci Samuele Mulattieri 19' Boy Deul Zakaria El Azzouzi 86' | 1-0 2-0 2-1 2-2 2-3 2-4 3-4     | 40' Patrick Pflücke 65' Dylan Vente 71' Patrick Pflücke 81' Fabian Serrarens | 22. Joey Roggeveen 34. Mohamed Betti, 3. Marco Tol, 4. Micky van de Ven , 5. Derry John Murkin 6. Alex Plat, 30. Boy Deul, 10. Francesco Antonucci 23. Zakaria El Azzouzi, 19. Samuele Mulattieri, 11. Ibrahim El Kadiri | 45' 30. Boy Deul 18. Samir Ben Sallam 67' 19. Samuele Mulattieri 15. Dean James 67' 11. Ibrahim El Kadiri 9. Martijn Kaars 81' 6. Alex Plat 24. Calvin Twigt                                                                   | 66' Marco Tol 76' Samir Ben Sallam                                                  |       | 27      |
| Speelronde 28 12 maart 2021 18:45 De Vliert Den Bosch Ref.: Luca Cantineau Toeschouwers: 0                           | FC Den Bosch | 1-5                             | FC Volendam | 22. Joey Roggeveen 34. Mohamed Betti, 3. Marco Tol, 4. Micky van de Ven , 5. Derry John Murkin 6. Alex Plat, 30. Boy Deul, 10. Francesco Antonucci 23. Zakaria El Azzouzi, 19. Samuele Mulattieri, 11. Ibrahim El Kadiri | 64' 30. Boy Deul 18. Samir Ben Sallam 69' 23. Zakaria El Azzouzi 9. Martijn Kaars 69' 19. Samuele Mulattieri 20. Giannis Iatroudis 79' 6. Alex Plat 24. Calvin Twigt 79' 11. Ibrahim El Kadiri 25. Jim Beers                   | 12' Alex Plat 89' Jim Beers                                                         |       | 28      |
| Speelronde 28 12 maart 2021 18:45 De Vliert Den Bosch Ref.: Luca Cantineau Toeschouwers: 0                           | Roy Kuijpers 78' | 0-1 0-2 0-3 0-4 1-4 1-5         | 27' Ibrahim El Kadiri Francesco Antonucci 58' Samuele Mulattieri Alex Plat 67' Zakaria El Azzouzi Ibrahim El Kadiri 77' Micky van de Ven 87' Derry John Murkin Giannis Iatroudis                | 22. Joey Roggeveen 34. Mohamed Betti, 3. Marco Tol, 4. Micky van de Ven , 5. Derry John Murkin 6. Alex Plat, 30. Boy Deul, 10. Francesco Antonucci 23. Zakaria El Azzouzi, 19. Samuele Mulattieri, 11. Ibrahim El Kadiri | 64' 30. Boy Deul 18. Samir Ben Sallam 69' 23. Zakaria El Azzouzi 9. Martijn Kaars 69' 19. Samuele Mulattieri 20. Giannis Iatroudis 79' 6. Alex Plat 24. Calvin Twigt 79' 11. Ibrahim El Kadiri 25. Jim Beers                   | 12' Alex Plat 89' Jim Beers                                                         |       | 28      |
| Speelronde 30 15 maart 2021 20:00 De Goffert Nijmegen Ref.: Dennis Higler Toeschouwers: 0                            | NEC Nijmegen | 1-0                             | FC Volendam | 22. Joey Roggeveen 34. Mohamed Betti, 3. Marco Tol, 4. Micky van de Ven , 5. Derry John Murkin 6. Alex Plat, 30. Boy Deul, 10. Francesco Antonucci 23. Zakaria El Azzouzi, 19. Samuele Mulattieri, 11. Ibrahim El Kadiri | 67' 34. Mohamed Betti 68. Jay Kruiver 80' 23. Zakaria El Azzouzi 9. Martijn Kaars 80' 11. Ibrahim El Kadiri 24. Calvin Twigt                                                                                                   | 62' Mohamed Betti 75' Jay Kruiver                                                   |       | 30      |
| Speelronde 30 15 maart 2021 20:00 De Goffert Nijmegen Ref.: Dennis Higler Toeschouwers: 0                            | Elayis Tavşan 19' | 1-0                             | | 22. Joey Roggeveen 34. Mohamed Betti, 3. Marco Tol, 4. Micky van de Ven , 5. Derry John Murkin 6. Alex Plat, 30. Boy Deul, 10. Francesco Antonucci 23. Zakaria El Azzouzi, 19. Samuele Mulattieri, 11. Ibrahim El Kadiri | 67' 34. Mohamed Betti 68. Jay Kruiver 80' 23. Zakaria El Azzouzi 9. Martijn Kaars 80' 11. Ibrahim El Kadiri 24. Calvin Twigt                                                                                                   | 62' Mohamed Betti 75' Jay Kruiver                                                   |       | 30      |
| Speelronde 29 19 maart 2021 20:00 Kras Stadion Volendam Ref.: Pol van Boekel Toeschouwers: 0                         | FC Volendam | 2-1                             | NAC Breda | 22. Joey Roggeveen 34. Mohamed Betti, 3. Marco Tol, 4. Micky van de Ven , 5. Derry John Murkin 6. Alex Plat, 30. Boy Deul, 10. Francesco Antonucci 18. Samir Ben Sallam, 19. Samuele Mulattieri, 11. Ibrahim El Kadiri   | 54' 34. Mohamed Betti 12. Denso Kasius 54' 11. Ibrahim El Kadiri 9. Martijn Kaars 70' 6. Alex Plat 24. Calvin Twigt 85' 18. Samir Ben Sallam 23. Zakaria El Azzouzi                                                            | 58' Samir Ben Sallam 71' Derry John Murkin                                          |       | 29      |
| Speelronde 29 19 maart 2021 20:00 Kras Stadion Volendam Ref.: Pol van Boekel Toeschouwers: 0                         | Samuele Mulattieri 7' Boy Deul Samir Ben Sallam 68' Derry John Murkin | 1-0 1-1 2-1                     | 63' Mounir El Allouchi | 22. Joey Roggeveen 34. Mohamed Betti, 3. Marco Tol, 4. Micky van de Ven , 5. Derry John Murkin 6. Alex Plat, 30. Boy Deul, 10. Francesco Antonucci 18. Samir Ben Sallam, 19. Samuele Mulattieri, 11. Ibrahim El Kadiri   | 54' 34. Mohamed Betti 12. Denso Kasius 54' 11. Ibrahim El Kadiri 9. Martijn Kaars 70' 6. Alex Plat 24. Calvin Twigt 85' 18. Samir Ben Sallam 23. Zakaria El Azzouzi                                                            | 58' Samir Ben Sallam 71' Derry John Murkin                                          |       | 29      |
| Speelronde 31 2 april 2021 20:00 Kras Stadion Volendam Ref.: Ingmar Oostrom Toeschouwers: 0                          | FC Volendam | 0-3                             | Cambuur Leeuwarden | 22. Joey Roggeveen 12. Denso Kasius, 3. Marco Tol, 4. Micky van de Ven , 5. Derry John Murkin 6. Alex Plat, 10. Francesco Antonucci, 18. Samir Ben Sallam 30. Boy Deul, 19. Samuele Mulattieri, 11. Ibrahim El Kadiri    | 66' 11. Ibrahim El Kadiri 9. Martijn Kaars 66' 18. Samir Ben Sallam 15. Dean James 82' 30. Boy Deul 24. Calvin Twigt | 54' Micky van de Ven 83' Derry John Murkin                                          |       | 31      |
| Speelronde 31 2 april 2021 20:00 Kras Stadion Volendam Ref.: Ingmar Oostrom Toeschouwers: 0                          | | 0-1 0-2 0-3                     | 18' Robert Mühren 27' Michael Breij 80' Michael Breij | 22. Joey Roggeveen 12. Denso Kasius, 3. Marco Tol, 4. Micky van de Ven , 5. Derry John Murkin 6. Alex Plat, 10. Francesco Antonucci, 18. Samir Ben Sallam 30. Boy Deul, 19. Samuele Mulattieri, 11. Ibrahim El Kadiri    | 66' 11. Ibrahim El Kadiri 9. Martijn Kaars 66' 18. Samir Ben Sallam 15. Dean James 82' 30. Boy Deul 24. Calvin Twigt | 54' Micky van de Ven 83' Derry John Murkin                                          |       | 31      |
| Speelronde 32 5 april 2021 14:30 Frans Heesen Stadion Oss Ref.: Rob Dieperink Toeschouwers: 0                        | Top Oss | 2-0                             | FC Volendam | 22. Joey Roggeveen 12. Denso Kasius, 3. Marco Tol, 4. Micky van de Ven , 5. Derry John Murkin 6. Alex Plat, 10. Francesco Antonucci, 18. Samir Ben Sallam 30. Boy Deul, 19. Samuele Mulattieri, 11. Ibrahim El Kadiri    | 46' 6. Alex Plat 23. Zakaria El Azzouzi 75' 19. Samuele Mulattieri 20. Giannis Iatroudis 81' 18. Samir Ben Sallam 14. Mike Eerdhuijzen 81' 11. Ibrahim El Kadiri 24. Calvin Twigt                                              | 80' Joey Roggeveen                                                                  |       | 32      |
| Speelronde 32 5 april 2021 14:30 Frans Heesen Stadion Oss Ref.: Rob Dieperink Toeschouwers: 0                        | Livio Milts 18' Dennis van der Heijden 81' (pen.) | 1-0 2-0                         | | 22. Joey Roggeveen 12. Denso Kasius, 3. Marco Tol, 4. Micky van de Ven , 5. Derry John Murkin 6. Alex Plat, 10. Francesco Antonucci, 18. Samir Ben Sallam 30. Boy Deul, 19. Samuele Mulattieri, 11. Ibrahim El Kadiri    | 46' 6. Alex Plat 23. Zakaria El Azzouzi 75' 19. Samuele Mulattieri 20. Giannis Iatroudis 81' 18. Samir Ben Sallam 14. Mike Eerdhuijzen 81' 11. Ibrahim El Kadiri 24. Calvin Twigt                                              | 80' Joey Roggeveen                                                                  |       | 32      |
| Speelronde 33 9 april 2021 20:00 Kras Stadion Volendam Ref.: Jannick van der Laan Toeschouwers: 0                    | FC Volendam | 5-1                             | Helmond Sport | 1. Nordin Bakker 12. Denso Kasius, 3. Marco Tol, 4. Micky van de Ven , 5. Derry John Murkin 6. Alex Plat, 10. Francesco Antonucci, 18. Samir Ben Sallam 30. Boy Deul, 19. Samuele Mulattieri, 11. Ibrahim El Kadiri      | 81' 6. Alex Plat 24. Calvin Twigt 81' 18. Samir Ben Sallam 9. Martijn Kaars 83' 3. Marco Tol 2. Brian Plat 83' 30. Boy Deul 14. Mike Eerdhuijzen 83' 11. Ibrahim El Kadiri 25. Jim Beers                                       |                                                                                     |       | 33      |
| Speelronde 33 9 april 2021 20:00 Kras Stadion Volendam Ref.: Jannick van der Laan Toeschouwers: 0                    | Ibrahim El Kadiri 48' Denso Kasius Derry John Murkin 57' Francesco Antonucci Denso Kasius 60' Boy Deul Samuele Mulattieri 76' Boy Deul Samuele Mulattieri 79' Francesco Antonucci                                         | 0-1 1-1 2-1 3-1 4-1 5-1         | 10' Arno Van Keilegom | 1. Nordin Bakker 12. Denso Kasius, 3. Marco Tol, 4. Micky van de Ven , 5. Derry John Murkin 6. Alex Plat, 10. Francesco Antonucci, 18. Samir Ben Sallam 30. Boy Deul, 19. Samuele Mulattieri, 11. Ibrahim El Kadiri      | 81' 6. Alex Plat 24. Calvin Twigt 81' 18. Samir Ben Sallam 9. Martijn Kaars 83' 3. Marco Tol 2. Brian Plat 83' 30. Boy Deul 14. Mike Eerdhuijzen 83' 11. Ibrahim El Kadiri 25. Jim Beers                                       |                                                                                     |       | 33      |
| Speelronde 34 16 april 2021 20:00 Sportcomplex Zoudenbalch Utrecht Ref.: Nick Smit Toeschouwers: 0                   | Jong FC Utrecht | 2-3                             | FC Volendam | 1. Nordin Bakker 12. Denso Kasius, 3. Marco Tol, 4. Micky van de Ven , 5. Derry John Murkin 6. Alex Plat, 10. Francesco Antonucci, 18. Samir Ben Sallam 30. Boy Deul, 19. Samuele Mulattieri, 11. Ibrahim El Kadiri      | 54' 6. Alex Plat 9. Martijn Kaars 78' 11. Ibrahim El Kadiri 23. Zakaria El Azzouzi 90' 19. Samuele Mulattieri 2. Brian Plat | 77' Micky van de Ven                                                                |       | 34      |
| Speelronde 34 16 april 2021 20:00 Sportcomplex Zoudenbalch Utrecht Ref.: Nick Smit Toeschouwers: 0                   | Odysseus Velanas 5' Oussama Alou 9' | 0-1 1-1 2-1 2-2 2-3             | 4' Samuele Mulattieri Francesco Antonucci 38' Boy Deul Samir Ben Sallam 90' Martijn Kaars Derry John Murkin                                                                                     | 1. Nordin Bakker 12. Denso Kasius, 3. Marco Tol, 4. Micky van de Ven , 5. Derry John Murkin 6. Alex Plat, 10. Francesco Antonucci, 18. Samir Ben Sallam 30. Boy Deul, 19. Samuele Mulattieri, 11. Ibrahim El Kadiri      | 54' 6. Alex Plat 9. Martijn Kaars 78' 11. Ibrahim El Kadiri 23. Zakaria El Azzouzi 90' 19. Samuele Mulattieri 2. Brian Plat | 77' Micky van de Ven                                                                |       | 34      |
| Speelronde 35 25 april 2021 14:30 Kras Stadion Volendam Ref.: Robin Gansner Toeschouwers: 0                          | FC Volendam | 2-0                             | SC Telstar | 1. Nordin Bakker 12. Denso Kasius, 3. Marco Tol, 14. Mike Eerdhuijzen, 5. Derry John Murkin 6. Alex Plat, 30. Boy Deul , 24. Calvin Twigt 9 Martijn Kaars, 19. Samuele Mulattieri, 11. Ibrahim El Kadiri                 | 68' 11. Ibrahim El Kadiri 15. Dean James 74' 14. Mike Eerdhuijzen 2. Brian Plat 74' 19. Samuele Mulattieri 28. Lequincio Zeefuik 87' 9. Martijn Kaars 25. Jim Beers 87' 6. Alex Plat 26. Robin Schulte                         | 19', 77' Calvin Twigt 20' Denso Kasius 72' Samuele Mulattieri 89' Lequincio Zeefuik |       | 35      |
| Speelronde 35 25 april 2021 14:30 Kras Stadion Volendam Ref.: Robin Gansner Toeschouwers: 0                          | Martijn Kaars 16' Derry John Murkin Lequincio Zeefuik 90+2' Dean James | 1-0 2-0                         | | 1. Nordin Bakker 12. Denso Kasius, 3. Marco Tol, 14. Mike Eerdhuijzen, 5. Derry John Murkin 6. Alex Plat, 30. Boy Deul , 24. Calvin Twigt 9 Martijn Kaars, 19. Samuele Mulattieri, 11. Ibrahim El Kadiri                 | 68' 11. Ibrahim El Kadiri 15. Dean James 74' 14. Mike Eerdhuijzen 2. Brian Plat 74' 19. Samuele Mulattieri 28. Lequincio Zeefuik 87' 9. Martijn Kaars 25. Jim Beers 87' 6. Alex Plat 26. Robin Schulte                         | 19', 77' Calvin Twigt 20' Denso Kasius 72' Samuele Mulattieri 89' Lequincio Zeefuik |       | 35      |
| Speelronde 36 30 april 2021 20:00 De Geusselt Maastricht Ref.: Martin van den Kerkhof Toeschouwers: 400              | MVV Maastricht | 2-2                             | FC Volendam | 1. Nordin Bakker 12. Denso Kasius, 3. Marco Tol, 14. Mike Eerdhuijzen, 5. Derry John Murkin 30. Boy Deul, 4. Micky van de Ven , 18. Samir Ben Sallam 9 Martijn Kaars, 19. Samuele Mulattieri, 11. Ibrahim El Kadiri      | 46' 3. Marco Tol 2. Brian Plat 72' 14. Mike Eerdhuijzen 15. Dean James 72' 11. Ibrahim El Kadiri 28. Lequincio Zeefuik 89' 19. Samuele Mulattieri 25. Jim Beers                                                                |                                                                                     |       | 36      |
| Speelronde 36 30 april 2021 20:00 De Geusselt Maastricht Ref.: Martin van den Kerkhof Toeschouwers: 400              | Sven Blummel 52' Arne Naudts 90+2' (pen.) | 0-1 0-2 1-2 2-2                 | 7' Martijn Kaars 38' Martijn Kaars Marco Tol | 1. Nordin Bakker 12. Denso Kasius, 3. Marco Tol, 14. Mike Eerdhuijzen, 5. Derry John Murkin 30. Boy Deul, 4. Micky van de Ven , 18. Samir Ben Sallam 9 Martijn Kaars, 19. Samuele Mulattieri, 11. Ibrahim El Kadiri      | 46' 3. Marco Tol 2. Brian Plat 72' 14. Mike Eerdhuijzen 15. Dean James 72' 11. Ibrahim El Kadiri 28. Lequincio Zeefuik 89' 19. Samuele Mulattieri 25. Jim Beers                                                                |                                                                                     |       | 36      |
| Speelronde 37 7 mei 2021 20:00 De Herdgang Eindhoven Ref.: Clay Ruperti Toeschouwers: 0                              | Jong PSV | 0-1                             | FC Volendam | 1. Nordin Bakker 12. Denso Kasius, 2. Brian Plat, 4. Micky van de Ven , 15 Dean James 30. Boy Deul, 24. Calvin Twigt, 5. Derry John Murkin 9 Martijn Kaars, 19. Samuele Mulattieri, 11. Ibrahim El Kadiri                | 68' 2. Brian Plat 3. Marco Tol 68' 15. Dean James 27. Joey Antonioli 78' 11. Ibrahim El Kadiri 23. Zakaria El Azzouzi 87' 24. Calvin Twigt 28. Lequincio Zeefuik 87' 30. Boy Deul 14. Mike Eerdhuijzen                         |                                                                                     |       | 37      |
| Speelronde 37 7 mei 2021 20:00 De Herdgang Eindhoven Ref.: Clay Ruperti Toeschouwers: 0                              | | 0-1                             | 75' Martijn Kaars Calvin Twigt | 1. Nordin Bakker 12. Denso Kasius, 2. Brian Plat, 4. Micky van de Ven , 15 Dean James 30. Boy Deul, 24. Calvin Twigt, 5. Derry John Murkin 9 Martijn Kaars, 19. Samuele Mulattieri, 11. Ibrahim El Kadiri                | 68' 2. Brian Plat 3. Marco Tol 68' 15. Dean James 27. Joey Antonioli 78' 11. Ibrahim El Kadiri 23. Zakaria El Azzouzi 87' 24. Calvin Twigt 28. Lequincio Zeefuik 87' 30. Boy Deul 14. Mike Eerdhuijzen                         |                                                                                     |       | 37      |
| Speelronde 38 12 mei 2021 20:00 Kras Stadion Volendam Ref.: Martijn Vos Toeschouwers: 0                              | FC Volendam | 2-1                             | Jong AZ | 16. Barry Lauwers 34. Mohamed Betti, 3. Marco Tol , 14. Mike Eerdhuijzen, 15 Dean James 25. Jim Beers, 24. Calvin Twigt, 18. Samir Ben Sallam 23. Zakaria El Azzouzi, 20. Giannis Iatroudis, 28. Lequincio Zeefuik       | 46' 18. Samir Ben Sallam 6. Alex Plat 46' 28. Lequincio Zeefuik 27. Joey Antonioli 68' 3. Marco Tol 2. Brian Plat 68' 24. Calvin Twigt 10. Francesco Antonucci 81' 23. Zakaria El Azzouzi 21. Dyllandro Panka                  | 24' Jim Beers                                                                       |       | 38      |
| Speelronde 38 12 mei 2021 20:00 Kras Stadion Volendam Ref.: Martijn Vos Toeschouwers: 0                              | Zakaria El Azzouzi 16' Joey Antonioli Jim Beers 79' Alex Plat | 1-0 1-1 2-1                     | 74' Richard Sedláček | 16. Barry Lauwers 34. Mohamed Betti, 3. Marco Tol , 14. Mike Eerdhuijzen, 15 Dean James 25. Jim Beers, 24. Calvin Twigt, 18. Samir Ben Sallam 23. Zakaria El Azzouzi, 20. Giannis Iatroudis, 28. Lequincio Zeefuik       | 46' 18. Samir Ben Sallam 6. Alex Plat 46' 28. Lequincio Zeefuik 27. Joey Antonioli 68' 3. Marco Tol 2. Brian Plat 68' 24. Calvin Twigt 10. Francesco Antonucci 81' 23. Zakaria El Azzouzi 21. Dyllandro Panka                  | 24' Jim Beers                                                                       |       | 38      |

## KNVB Play-Offs

### Wedstrijden
| Wedstrijddetails                                                                 | Thuisploeg                                                              | Uitslag             | Uitploeg                                   | Opstelling | Wissels | Kaarten                      | Tenue | Verslag |
| -------------------------------------------------------------------------------- | ----------------------------------------------------------------------- | ------------------- | ------------------------------------------ | --- | --- | ---------------------------- | ----- | ------- |
| 1e ronde                                                                         |                                                                         |                     |                                            | | |                              |       |         |
| 15 mei 2021 14:30 Rat Verlegh Stadion Breda Ref.: Pol van Boekel Toeschouwers: 0 | NAC Breda                                                               | 4-1                 | FC Volendam                                | 1. Nordin Bakker 12. Denso Kasius, 3. Marco Tol, 4. Micky van de Ven , 5. Derry John Murkin 6. Alex Plat, 30. Boy Deul, 18. Samir Ben Sallam 9 Martijn Kaars, 19. Samuele Mulattieri, 11. Ibrahim El Kadiri | 46' 11. Ibrahim El Kadiri 10. Francesco Antonucci 66' 3. Marco Tol 2. Brian Plat 66' 18. Samir Ben Sallam 28. Lequincio Zeefuik 87' 6. Alex Plat 24. Calvin Twigt 87' 9. Martijn Kaars 20. Giannis Iatroudis | 37' Alex Plat 70' Brian Plat |       | PO      |
| 15 mei 2021 14:30 Rat Verlegh Stadion Breda Ref.: Pol van Boekel Toeschouwers: 0 | Kaj de Rooij 33' Moïse Adiléhou 52' Lewis Fiorini 65' Michaël Maria 86' | 1-0 2-0 3-0 3-1 4-1 | 78' Samuele Mulattieri Francesco Antonucci | 1. Nordin Bakker 12. Denso Kasius, 3. Marco Tol, 4. Micky van de Ven , 5. Derry John Murkin 6. Alex Plat, 30. Boy Deul, 18. Samir Ben Sallam 9 Martijn Kaars, 19. Samuele Mulattieri, 11. Ibrahim El Kadiri | 46' 11. Ibrahim El Kadiri 10. Francesco Antonucci 66' 3. Marco Tol 2. Brian Plat 66' 18. Samir Ben Sallam 28. Lequincio Zeefuik 87' 6. Alex Plat 24. Calvin Twigt 87' 9. Martijn Kaars 20. Giannis Iatroudis | 37' Alex Plat 70' Brian Plat |       | PO      |

## TOTO KNVB beker

### Wedstrijden
| Wedstrijddetails                                                                 | Thuisploeg  | Uitslag | Uitploeg                                    | Opstelling | Wissels | Kaarten              | Tenue | Verslag |
| -------------------------------------------------------------------------------- | ----------- | ------- | ------------------------------------------- | --- | --- | -------------------- | ----- | ------- |
| 1e ronde                                                                         |             |         |                                             | | |                      |       |         |
| 1 december 2020 19:45 Sportpark Assumburg Heemskerk Ref.: Toeschouwers: 0        | ODIN'59     |         | FC Volendam                                 | I.V.M. COVID'19 afgelast. Volendam automatisch ronde verder. | |                      |       |         |
| 1 december 2020 19:45 Sportpark Assumburg Heemskerk Ref.: Toeschouwers: 0        |             |         |                                             | I.V.M. COVID'19 afgelast. Volendam automatisch ronde verder. | |                      |       |         |
| 2e ronde                                                                         |             |         |                                             | | |                      |       |         |
|                                                                                  |             |         | FC Volendam                                 | I.V.M. COVID'19 vrij geloot. Volendam via loting automatisch ronde verder. | |                      |       |         |
|                                                                                  |             |         |                                             | I.V.M. COVID'19 vrij geloot. Volendam via loting automatisch ronde verder. | |                      |       |         |
| Achtste finale                                                                   |             |         |                                             | | |                      |       |         |
| 19 januari 2021 21:00 Kras Stadion Volendam Ref.: Christiaan Bax Toeschouwers: 0 | FC Volendam | 0-2     | PSV                                         | 22. Joey Roggeveen 2. Brian Plat, 3. Marco Tol, 4. Micky van de Ven, 5. Derry John Murkin 6. Alex Plat, 30. Boy Deul ,18. Samir Ben Sallam 7. Nick Doodeman, 19. Samuele Mulattieri, 23. Zakaria El Azzouzi | 64' 7. Nick Doodeman 38. Darius Johnson 75' 23. Zakaria El Azzouzi 11. Ibrahim El Kadiri 75' 19. Samuele Mulattieri 9. Martijn Kaars 75' 18. Samir Ben Sallam 14. Mike Eerdhuijzen 80' 2. Brian Plat 20. Giannis Iatroudis | 47' Micky van de Ven |       | Beker   |
| 19 januari 2021 21:00 Kras Stadion Volendam Ref.: Christiaan Bax Toeschouwers: 0 |             | 0-1 0-2 | 51' Noni Madueke 79' (pen.) Denzel Dumfries | 22. Joey Roggeveen 2. Brian Plat, 3. Marco Tol, 4. Micky van de Ven, 5. Derry John Murkin 6. Alex Plat, 30. Boy Deul ,18. Samir Ben Sallam 7. Nick Doodeman, 19. Samuele Mulattieri, 23. Zakaria El Azzouzi | 64' 7. Nick Doodeman 38. Darius Johnson 75' 23. Zakaria El Azzouzi 11. Ibrahim El Kadiri 75' 19. Samuele Mulattieri 9. Martijn Kaars 75' 18. Samir Ben Sallam 14. Mike Eerdhuijzen 80' 2. Brian Plat 20. Giannis Iatroudis | 47' Micky van de Ven |       | Beker   |

## Resultaten

### Seizoensresultaten
| Stand | Gespeeld | Gewonnen | Gelijk | Verloren | Punten | Doelpunten voor | Doelpunten tegen | Gele kaarten | Twee keer geel | Rode kaarten |
| ----- | -------- | -------- | ------ | -------- | ------ | --------------- | ---------------- | ------------ | -------------- | ------------ |
| 6     | 37       | 18       | 9      | 10       | 63     | 77              | 51               | 39           | -              | -            |

### Resultaat
| Speelronde | 1 | 2 | 3 | 4 | 5 | 6 | 7 | 8 | 9 | 10 | 11 | 12 | 13 | 14 | 15 | 16 | 17 | 18 | 19 | 20 | 21 | 22 | 23 | 24 | 25 | 26 | 27 | 28 | 29 | 30 | 31 | 32 | 33 | 34 | 35 | 36 | 37 | 38 |
| ---------- | - | - | - | - | - | - | - | - | - | -- | -- | -- | -- | -- | -- | -- | -- | -- | -- | -- | -- | -- | -- | -- | -- | -- | -- | -- | -- | -- | -- | -- | -- | -- | -- | -- | -- | -- |
| Resultaat  | g | v | v | w | g | g | w | w | w | w  | w  | g  | g  | g  | w  | w  | v  | v  | w  | g  | v  | w  | v  | w  | w  | g  | v  | w  | w  | v  | v  | v  | w  | w  | w  | g  | w  | w  |

### Aantal punten per speelronde
| Speelronde | 1 | 2 | 3 | 4 | 5 | 6 | 7 | 8 | 9 | 10 | 11 | 12 | 13 | 14 | 15 | 16 | 17 | 18 | 19 | 20 | 21 | 22 | 23 | 24 | 25 | 26 | 27 | 28 | 29 | 30 | 31 | 32 | 33 | 34 | 35 | 36 | 37 | 38 | Totaal |
| ---------- | - | - | - | - | - | - | - | - | - | -- | -- | -- | -- | -- | -- | -- | -- | -- | -- | -- | -- | -- | -- | -- | -- | -- | -- | -- | -- | -- | -- | -- | -- | -- | -- | -- | -- | -- | ------ |
| Punten     | 1 | 0 | 0 | 3 | 1 | 1 | 3 | 3 | 3 | 3  | 3  | 1  | 1  | 1  | 3  | 3  | 0  | 0  | 3  | 1  | 0  | 3  | 0  | 3  | 3  | 1  | 0  | 3  | 3  | 0  | 0  | 0  | 3  | 3  | 3  | 1  | 3  | 3  | 66     |

### Aantal punten na speelronde
| Speelronde | 1 | 2 | 3 | 4 | 5 | 6 | 7 | 8  | 9  | 10 | 11 | 12 | 13 | 14 | 15 | 16 | 17 | 18 | 19 | 20 | 21 | 22 | 23 | 24 | 25 | 26 | 27 | 28 | 29 | 30 | 31 | 32 | 33 | 34 | 35 | 36 | 37 | 38 | Totaal |
| ---------- | - | - | - | - | - | - | - | -- | -- | -- | -- | -- | -- | -- | -- | -- | -- | -- | -- | -- | -- | -- | -- | -- | -- | -- | -- | -- | -- | -- | -- | -- | -- | -- | -- | -- | -- | -- | ------ |
| Punten     | 1 | 1 | 1 | 4 | 5 | 6 | 9 | 12 | 15 | 18 | 21 | 22 | 23 | 24 | 27 | 30 | 30 | 30 | 33 | 34 | 34 | 37 | 37 | 40 | 43 | 44 | 44 | 47 | 50 | 50 | 50 | 50 | 53 | 56 | 59 | 60 | 63 | 66 | 66     |

### Stand na speelronde
| Speelronde | 1  | 2  | 3  | 4  | 5  | 6  | 7 | 8 | 9 | 10 | 11 | 12 | 13 | 14 | 15 | 16 | 17 | 18 | 19 | 20 | 21 | 22 | 23 | 24 | 25 | 26 | 27 | 28 | 29 | 30 | 31 | 32 | 33 | 34 | 35 | 36 | 37 | 38 | Eindstand |
| ---------- | -- | -- | -- | -- | -- | -- | - | - | - | -- | -- | -- | -- | -- | -- | -- | -- | -- | -- | -- | -- | -- | -- | -- | -- | -- | -- | -- | -- | -- | -- | -- | -- | -- | -- | -- | -- | -- | --------- |
| Stand      | 11 | 16 | 17 | 14 | 16 | 14 | 9 | 7 | 6 | 6  | 4  | 5  | 6  | 6  | 6  | 5  | 6  | 6  | 6  | 7  | 7  | 7  | 7  | 7  | 7  | 7  | 7  | 7  | 7  | 7  | 7  | 7  | 7  | 7  | 7  | 7  | 6  | 6  | 6         |

### Aantal doelpunten per speelronde
| Speelronde | 1 | 2 | 3 | 4 | 5 | 6 | 7 | 8 | 9 | 10 | 11 | 12 | 13 | 14 | 15 | 16 | 17 | 18 | 19 | 20 | 21 | 22 | 23 | 24 | 25 | 26 | 27 | 28 | 29 | 30 | 31 | 32 | 33 | 34 | 35 | 36 | 37 | 38 | Totaal |
| ---------- | - | - | - | - | - | - | - | - | - | -- | -- | -- | -- | -- | -- | -- | -- | -- | -- | -- | -- | -- | -- | -- | -- | -- | -- | -- | -- | -- | -- | -- | -- | -- | -- | -- | -- | -- | ------ |
| Doelpunten | 2 | 0 | 1 | 1 | 0 | 1 | 6 | 5 | 7 | 2  | 5  | 1  | 1  | 2  | 3  | 6  | 0  | 0  | 1  | 0  | 1  | 3  | 0  | 2  | 3  | 1  | 3  | 5  | 2  | 0  | 0  | 0  | 5  | 3  | 2  | 2  | 1  | 2  | 79     |

### Topscorers
| Nr.                           | Naam                  | Goal |
| ----------------------------- | --------------------- | ---- |
| 1.                            | Samuele Mulattieri    | 18   |
| 2.                            | Martijn Kaars         | 11   |
| 3.                            | / Boy Deul            | 8    |
| 3.                            | Nick Doodeman         | 8    |
| 5.                            | / Zakaria El Azzouzi] | 7    |
| 6.                            | Derry John Murkin     | 6    |
| 7.                            | / Francesco Antonucci | 4    |
| 8.                            | / Ibrahim El Kadiri   | 3    |
| 9.                            | Dean James            | 2    |
| 9.                            | Micky van de Ven      | 2    |
| 9.                            | Jari Vlak             | 2    |
| 12.                           | Jim Beers             | 1    |
| 12.                           | / Samir Ben Sallam    | 1    |
| 12.                           | Giannis Iatroudis     | 1    |
| 12.                           | Denso Kasius          | 1    |
| 12.                           | Dyllandro Panka       | 1    |
| 12.                           | Brian Plat            | 1    |
| 12.                           | Marco Tol             | 1    |
| 12.                           | Lequincio Zeefuik     | 1    |
| Eigen doelpunten tegenstander |                       |      |
| Totaal                        | Totaal                | 79   |

| Nr.                           | Naam | Goal |
| ----------------------------- | ---- | ---- |
| 1.                            |      |      |
| Eigen doelpunten tegenstander |      |      |
| Totaal                        |      |      |

| Nr.                           | Naam               | Goal |
| ----------------------------- | ------------------ | ---- |
| 1.                            | Samuele Mulattieri | 1    |
| Eigen doelpunten tegenstander |                    |      |
| Totaal                        | Totaal             | 1    |

### Assists
| Nr.    | Naam                  | Assist |
| ------ | --------------------- | ------ |
| 1.     | / Francesco Antonucci | 11     |
| 2.     | Nick Doodeman         | 10     |
| 3.     | / Boy Deul            | 9      |
| 4.     | Derry John Murkin     | 8      |
| 5.     | Alex Plat             | 5      |
| 6.     | / Ibrahim El Kadiri   | 3      |
| 7.     | Martijn Kaars         | 2      |
| 7.     | Denso Kasius          | 2      |
| 7.     | Leon Maloney          | 2      |
| 7.     | Samuele Mulattieri    | 2      |
| 7.     | / Samir Ben Sallam    | 2      |
| 7.     | Jari Vlak             | 2      |
| 13.    | Joey Antonioli        | 1      |
| 13.    | Giannis Iatroudis     | 1      |
| 13.    | Dean James            | 1      |
| 13.    | Darius Johnson        | 1      |
| 13.    | Micky van de Ven      | 1      |
| 13.    | Marco Tol             | 1      |
| 13.    | Calvin Twigt          | 1      |
| Totaal | Totaal                | 65     |

| Nr.    | Naam | Assist |
| ------ | ---- | ------ |
| 1.     |      |        |
| Totaal |      |        |

| Nr.    | Naam                  | Assist |
| ------ | --------------------- | ------ |
| 1.     | / Francesco Antonucci | 1      |
| Totaal | Totaal                | 1      |

Almere City FC ·
SC Cambuur ·
FC Den Bosch ·
FC Dordrecht ·
FC Eindhoven ·
Excelsior ·
Go Ahead Eagles ·
De Graafschap ·
Helmond Sport ·
Jong Ajax ·
Jong AZ ·
Jong PSV ·
Jong FC Utrecht ·
MVV Maastricht ·
NAC Breda ·
N.E.C. ·
Roda JC Kerkrade ·
Telstar ·
TOP Oss ·
FC Volendam